# Agnes von Anhalt-Dessau

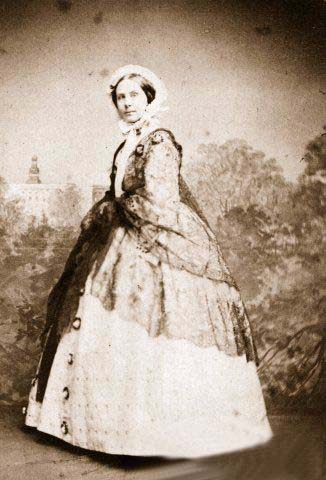
Agnes von Anhalt-Dessau, Herzogin von Sachsen-Altenburg

Friederike Amalie Agnes von Anhalt-Dessau (* 24. Juni 1824 in Dessau; † 23. Oktober 1897 in Hummelshain) war eine Prinzessin von Anhalt-Dessau und durch Heirat Herzogin von Sachsen-Altenburg.

## Leben
Agnes war eine Tochter des Herzogs Leopold IV. von Anhalt-Dessau und dessen Gemahlin Prinzessin Friederike von Preußen (1796–1850).
Am 28. April 1853 heiratete sie in Dessau Erbprinz Ernst von Sachsen-Altenburg, der kurz danach als Ernst I. Herzog wurde. Die Ehe war, trotz Ausbleiben eines Erbprinzen, glücklich und Ernst liebte seine Gemahlin sehr. Agnes galt als feinsinnig und als eine talentierte Malerin.
Wie alle Fürstinnen jener Zeit, widmete sie sich der Wohlfahrt und engagierte sich karitativ. Vor allem in der Truppenpflege und der Pflege der Verwundeten im Deutsch-Französischen Krieg trat sie besonders in Erscheinung. Agnes ist die Verfasserin des Werkes: Ein Wort an Israel (Leipzig, 1893).
Die Silberhochzeit der Herzogin wurde 1878 im ganzen Land festlich begangen und Ernst verlieh seiner Gemahlin das neu geschaffene verkleinerte Ritterkreuz I. Klasse des Sachsen-Ernestinischen-Hausordens, das so genannte „Prinzessinnenkreuz“. Aus Anlass des Jubiläums wurde auch die „Ernst-Agnes-Stiftung“ ins Leben gerufen.
In Altenburg ist der Agnesplatz nach ihr benannt. Nach ihrem Tod ließ Ernst die Herzogin-Agnes-Gedächtniskirche erbauen, in der die Herzogin auch bestattet ist.

## Nachkommen
Aus ihrer Ehe hatte Agnes, neben einem im Säuglingsalter gestorbenen Sohn, eine Tochter:
- Marie (1854–1898)

⚭ 1873 Prinz Albrecht von Preußen (1837–1906), Prinzregent des Herzogtums Braunschweig, preußischer Generalfeldmarschall und Herrenmeister des Johanniterordens
- Georg (*/† 1856)